# Parenthood
Parenthood (titulada Dulce hogar... ¡a veces! en España y Todo en la familia en Hispanoamérica) es una película de comedia dramática estadounidense de 1989 con un reparto que incluye a Steve Martin, Tom Hulce, Rick Moranis, Martha Plimpton, Joaquin Phoenix, Keanu Reeves, Jason Robards, Mary Steenburgen y Dianne Wiest.
La película fue dirigida por Ron Howard, que ayudó en el desarrollo de la historia con los guionistas Lowell Ganz y Babaloo Mandel. Gran parte de ella se basa en la familia y experiencias como padres de Howard, Ganz, Mandel, y el productor Brian Grazer, que tienen al menos 17 hijos entre los cuatro de ellos. El rodaje fue filmada en y alrededor de Orlando, Florida, con algunas escenas filmadas en la Universidad de Florida. Fue nominada para dos premios Óscar: Dianne Wiest a la mejor actriz de reparto y Randy Newman a la mejor canción original por «I Love to See You Smile».
La película fue adaptada en una serie de televisión de NBC en dos ocasiones, en 1990 y nuevamente en 2010. Mientras que la primera serie fue cancelada después de una temporada, la segunda serie se emitió durante seis temporadas.

## Argumento
Gil Buckman (Steve Martin) es un ansioso ejecutivo de ventas en el área de St. Louis. Cuando se entera de que su hijo mayor, Kevin (Jasen Fisher), tiene problemas emocionales y necesita terapia, y que sus otros dos hijos, Taylor (Alisan Porter) y Justin, pueden tener problemas a su vez, comienza a culparse a sí mismo y a dudar de sus habilidades como padre. Cuando la esposa de Gil, Karen (Mary Steenburgen), anuncia que está embarazada de su cuarto hijo en el mismo día en que Gil renunció a su trabajo de ventas, Gil no está seguro si puede hacer frente.
Gil también está preocupado y convencido de que la carga financiera de otro niño y la política de la oficina en el trabajo lo están convirtiendo en el trabajólico distante que Gil odiaba a su propio padre, Frank (Jason Robards) por ser. Estresado por cuestiones familiares y de trabajo, se abre a Frank acerca de sus dudas como padre. Frank le dice que se preocupa demasiado, y tienen una conciliación, con Frank diciendo a Gil que el miedo y la aprensión por los niños de uno nunca termina. Cuando un vaquero contratado no se presenta en el cumpleaños de Kevin, Gil se viste a sí mismo como un vaquero e hilarantemente hace de suplente en el papel.
La hermana de Gil, Helen (Dianne Wiest), es una directora de banco divorciada cuyo exmarido dentista no quiere tener nada que ver con sus hijos, Garry (Joaquin Phoenix) y Julie (Martha Plimpton).
Garry, que acaba de entrar en la pubertad, es tímido, sin amigos, y le gusta estar solo en su habitación con una bolsa de papel misteriosa. Al principio Helen se preocupa de que la bolsa contenga drogas o alcohol, pero en realidad contiene videos porno y revistas Playboy.
Julie se encuentra todavía en la escuela secundaria. A pesar de sus altas puntuaciones del SAT, ella no está interesada en su educación. Ella y su flojo novio, Tod Higgins (Keanu Reeves), se casan, lo que se traduce en su embarazo y lo muda a él en la casa de Helen. Cuando Helen le pide a Tod hablar con Garry, Tod es capaz de tranquilizar a Garry diciéndole que su obsesión con las niñas y el sexo es normal para un chico de su edad, algo que es un alivio para Garry. Esto también aumenta el respeto de Helen por Tod. Eventualmente, ella apoya la relación de Tod y Julie en tal medida en que cuando Julie quiere romper con él, Helen le ordena enfrentarse a sus miedos y apoyarlo. También comienza a salir con el profesor de biología de Garry.
La otra hermana de Gil, Susan (Harley Jane Kozak), es una maestra de secundaria casado con Nathan Huffner (Rick Moranis), un científico inteligente. Tienen una hija precoz, Patty (Ivyann Schwan). Susan quiere más hijos, pero él está más interesado en el desarrollo cognitivo de Patty. Patty, aunque inteligente, tiene dificultades para relacionarse con otros niños. Susan arremete comprometiendo su diafragma como un plan para quedar embarazada contra de los deseos de Nathan. Con el tiempo se pone tan impaciente que ella lo deja. Nathan luego va a una de sus clases y le lleva serenata con el fin de recuperarla, prometiéndole que tratará de cambiar. Ella está de acuerdo en volver a casa.
Larry (Tom Hulce), el hermano de Gil, es la oveja negra de la familia, pero es el favorito de Frank. En lugar de conformarse en una carrera, se ha desviado por la vida tratando de sacar provecho de planes para hacerse rico rápidamente. Se ha presentado recientemente, junto con su hijo, Cool (Alex Burrall), que fue el resultado de una breve relación con una corista de Las Vegas, y pide prestado dinero de Frank. Pronto se hace evidente que lo necesita para pagar sus deudas de juego, o de lo contrario deberá pagar con su vida. Frank está decepcionado, pero todavía lo ama y trata de ayudar. Frank se niega a rescatar a Larry por completo, pero ofrece enseñarle el negocio familiar para que pueda hacerse cargo del puesto de Frank (que se ofrece a ponerse fuera de la jubilación) y utilizar los ingresos para pagar la deuda. Larry en vez de eso abandona a su hijo y se va para Chile para no volver jamás, y Frank acepta cuidar a Cool.
La familia se reúne en el hospital cuando Helen da a luz a una niña. Frank abraza a Cool. Tod y Julie están juntos, criando a su hijo. Susan está visiblemente embarazada. Gil y Karen son ahora los padres de cuatro, y su jefe lo ha vuelto a contratar.

## Reparto
| Actor                | Personaje                       |
| -------------------- | ------------------------------- |
| Steve Martin         | Gilbert "Gil" Buckman           |
| Max Elliott Slade    | Joven Gil Buckman               |
| Dianne Wiest         | Helen Buckman                   |
| Mary Steenburgen     | Karen Buckman                   |
| Jason Robards        | Francis "Frank" Buckman         |
| Rick Moranis         | Nathan Huffner                  |
| Tom Hulce            | Lawrence "Larry" Buckman        |
| Martha Plimpton      | Julia "Julie" Buckman-Higgins   |
| Keanu Reeves         | Tod Higgins                     |
| Harley Jane Kozak    | Susan Huffner (llamada Buckman) |
| Eileen Ryan          | Marilyn Buckman                 |
| Joaquin Phoenix      | Gareth "Garry" Buckman-Lampkin  |
| Dennis Dugan         | David Brodsky                   |
| Helen Shaw           | Abuela                          |
| Jasen Fisher         | Kevin Buckman                   |
| Paul Linke           | George Bowman                   |
| Alisan Porter        | Taylor Buckman                  |
| Ivyann Schwan        | Patricia "Patty" Huffner        |
| Zachary La Voy       | Justin Buckman                  |
| Alex Burrall         | Cool Buckman                    |
| Charmin Lee          | Enfermera en el hospital        |
| Lowell Ganz          | Stan                            |
| Rance Howard         | decano de universidad           |
| Clint Howard         | Lou                             |
| Todd Hallowell       | oficial de pista                |
| Brittany Paige Bouck | enana                           |
| Bryce Dallas Howard  | chica pelirroja en audiencia    |

## Lanzamiento

### Taquilla
La película abrió en el #1 en su primer fin de semana, ganando $ 10 millones. Con el tiempo, recaudó más de $ 100 millones en Estados Unidos y $ 126 millones en el mundo.

### Recepción crítica
Parenthood recibió elogios de la crítica. En Rotten Tomatoes, la película tiene una calificación de 92%, basada en 53 críticas, con una calificación promedio de 7.4/10. El consenso crítico del sitio dice lo siguiente: «Impulsada por un elenco encantador, Parenthood es una mirada divertida y cuidadosamente elaborada con los mejores y peores momentos de la vida familiar que resuena en términos generales». En Metacritic, la película tiene una puntuación de 82 de 100, basada en 17 críticas, lo que indica «aclamación universal».
También fue nominada por el American Film Institute a su lista AFI's 100 años... 100 sonrisas.

## Adaptaciones a la televisión
La película fue adaptada dos veces para la televisión: como una serie en 1990 y nuevamente en 2010. El rodaje de la versión de 2010 comenzó en abril de 2009. Craig T. Nelson y Bonnie Bedelia interpretan a los padres, unidos por Peter Krause, Mae Whitman, Erika Christensen, Dax Shepard, Lauren Graham y Monica Potter.